# Paisagem de Agave e Antigas Instalações Industriais de Tequila
A Paisagem de Agave e Antigas Instalações Industriais de Tequila, no México é um Património Mundial da Unesco desde 2006.
O sítio de 34.658 hectares entre o vulcão Tequila e o profundo vale de Rio Grande, é parte de uma extensa paisagem de agaves azuis moldada pela cultura da planta usada desde o século XVI. A paisagem contem também instalações industriais que reflectem o crescimento da consumição da tequila nos séculos XIX e XX. Actualmente, a cultura da agave é vista como parte da identidade nacional. 
A área inclui uma viva e trabalhadora paisagem de culturas de agave e os estabelecimentos urbanos de Tequila, Arenal e Amatitan com grandes fábricas onde o "ananás" da agave de fermentado e destilado. A propriedade é também um testemunho para as culturas Teuchitlan que moldaram a área de Tequila de 200 a 900 d.C., através da criação de terraços para agricultura, habitação, templos, montes cerimoniais e campos para jogar à bola.

## Ligações Externas
- (em inglês) Unesco -Paisagem de Agave e Antigas Instalações Industriais de Tequila